# Anii 150 î.Hr.
Secole: Secolul al III-lea î.Hr. - Secolul al II-lea î.Hr. - Secolul I î.Hr.
Decenii: Anii 200 î.Hr. Anii 190 î.Hr. Anii 180 î.Hr. Anii 170 î.Hr. Anii 160 î.Hr. - Anii 150 î.Hr. - Anii 140 î.Hr. Anii 130 î.Hr. Anii 120 î.Hr. Anii 110 î.Hr. Anii 100 î.Hr.
Anii: 160 î.Hr. | 159 î.Hr. | 158 î.Hr. | 157 î.Hr. | 156 î.Hr. | 155 î.Hr. | 154 î.Hr. | 153 î.Hr. | 152 î.Hr. | 151 î.Hr. | 150 î.Hr.
Evenimente